# Mikoláivka (Berezivka)
Mikoláivka (en ucraniano: Миколаївка, romanizado: Mykolaivka) es un pueblo ucraniano perteneciente al óblast de Odesa. Situado en el suroeste del país, es parte del raión de Berezivka y centro del municipio (hromada) de homónimo.

## Toponimia
El nombre del asentamiento en ruso es Nikolaevka (en ruso: Николаевка).

## Geografía
Mikoláivka se encuentra a orillas del río Chichikleya, un afluente derecho del Bug Occidental en la frontera con el óblast de Mikolaiv, a unos 150 kilómetros al norte de Odesa.

## Historia
Mikoláivka se fundó en 1791 y el área se colonizó después de 1792, cuando las tierras entre el Bug Occidental y el Dniéster se transfirieron al Imperio ruso de acuerdo con la paz de Iasi. Hasta mediados del siglo XX, se conocía como Mikoláivka Druja (en ucraniano: Миколаївка Друга; en ruso: Николаевка Вторая).
Mikoláivka fue el centro del raión de Mikoláivka hasta 2020, año en el que se hizo una reforma administrativa que redujo el número de raiónes del óblast de Odesa a siete, y el asentamiento pasó a ser parte del raión de Berezivka.En 2023, Mikoláivka perdió el estatus de asentamiento de tipo urbano en la legislación ucraniana debido a la eliminación de este estatus administrativo.

## Demografía
La evolución de la población de Mikoláivka entre 1989 y 2022 fue la siguiente:
| 4167                                                          | 2972 | 2903 | 2751 | 2575 |
| (Fuente: Cities & Towns of Ukraine y UKRAINE: Größere Städte) |      |      |      |      |

Según el censo de 2001, la lengua materna de la mayoría de los habitantes, el 94,5%, es el ucraniano; del 3,42% es el ruso.

## Infraestructura

### Transporte
Mikoláivka tiene acceso a la autopista M05 que conecta Kiev y Odesa.